# Osm hrozných
Osm hrozných (v anglickém originále The Hateful Eight) je americký thrillerový western z roku 2015. Natočil jej režisér Quentin Tarantino podle vlastního scénáře. Jedná se tak o jeho 8. oficiální film. V hlavních rolích se zde představili Samuel L. Jackson, Kurt Russell, Walton Goggins, Jennifer Jason Leigh či Tim Roth.
Záměr natočit film režisér oznámil v listopadu 2013. V lednu 2014 se však dostal na veřejnost scénář a Tarantino plány na natočení snímku zrušil. Později se k němu však vrátil. Premiéru měl 8. prosince 2015 v hollywoodském kině Cinerama Dome. Dne 25. prosince toho roku byl uveden do kin jako roadshow. Film byl natočen na 70mm filmový materiál. 
Hudbu k filmu složil Ennio Morricone a kameramanem byl Tarantinův dlouholetý spolupracovník Robert Richardson. Rovněž řada herců z obsazení s ním již v minulosti spolupracovala (Samuel L. Jackson, Bruce Dern, Zoë Bell, Kurt Russell). Jednalo se také o Tarantinovu poslední spolupráci s filmovými producenty Harveym a Bobem Weinsteinovými, kteří byli zanedlouho po uvedení tohoto snímku obviněni ze sexuálního obtěžování.
Jedná se o western odehrávající se v zimním období. Děj je zasazen do doby krátce po konci občanské války a sleduje osm cizinců, kteří hledají útočiště před sněhovou bouří na dostavníkové zastávce v horském průsmyku.

## Obsazení
| Samuel L. Jackson    | Major Marquis Warren     |
| Kurt Russell         | John Ruth                |
| Jennifer Jason Leigh | Daisy Domergue           |
| Walton Goggins       | Šerif Chris Mannix       |
| Demián Bichir        | Bob                      |
| Tim Roth             | Oswaldo Mobray           |
| Michael Madsen       | Joe Gage                 |
| Bruce Dern           | Generál Sandy Smithers   |
| James Parks          | O.B Jackson              |
| Dana Gourrier        | Minnie Mink              |
| Zoë Bell             | Judy                     |
| Gene Jones           | Sweet Dave               |
| Keith Jefferson      | Charly                   |
| Craig Stark          | Chester Charles Smithers |
| Quentin Tarantino    | vypravěč                 |

## Citáty
- ''Má bouchačka vynesla eso a Marco teď nestojí ani peso'' – Marquis Warren